# Vongnes
Vongnes (/vɔ̃ɲ/) è un comune francese di 71 abitanti situato nel dipartimento dell'Ain della regione dell'Alvernia-Rodano-Alpi.

## Società

### Evoluzione demografica
Abitanti censiti